# Rouvray (Yonne)
Rouvray település Franciaországban, Yonne megyében. Lakosainak száma 368 fő (2022. január 1.). Rouvray Vergigny, Montigny-la-Resle, Héry, Pontigny és Venouse községekkel határos.

## Népesség
A település népessége az elmúlt években az alábbi módon változott:
| Lakosok száma | 407  | 401  | 402  | 381  | 375  | 371  | 369  | 369  | 368  |
|               | 2013 | 2015 | 2016 | 2017 | 2018 | 2019 | 2020 | 2021 | 2022 |